# Новосадска лига у фудбалу
Новосадска лига је једна од 31 Окружних лига у фудбалу. Окружне лиге су пети ниво лигашких фудбалских такмичења у Србији. Виши степен такмичења је Војођанска лига Југ, a нижи Градска лига Нови Сад. Лига је основана 2014. године и тренутно броји 18 клубова.

## Клубови у сезони 2022/23
| Клуб                  | Место            | Општина/Град                 |
| --------------------- | ---------------- | ---------------------------- |
| Бачка                 | Бегеч            | Градска општина Нови Сад     |
| Бачка                 | Ђурђево          | Општина Жабаљ                |
| Цемент                | Беочин           | Општина Беочин               |
| ЖСК Жабаљ             | Жабаљ            | Општина Жабаљ                |
| Југовић               | Каћ              | Град Нови Сад                |
| Јединство             | Госпођинци       | Општина Жабаљ                |
| Омладинац             | Степановићево    | Градска општина Нови Сад     |
| ОФК Сириг             | Сириг            | Општина Темерин              |
| Петроварадин          | Петроварадин     | Градска општина Петроварадин |
| Црвена звезда         | Нови Сад         | Град Нови Сад                |
| Татра                 | Кисач            | Град Нови Сад                |
| ТСК                   | Темерин          | Општина Темерин              |
| Фрушкогорац           | Сремска Каменица | Град Нови Сад                |
| Фрушкогорски партизан | Буковац          | Градска општина Петроварадин |
| ОФК Футог             | Футог            | Градска општина Нови Сад     |
| Динамо                | Будисава         | Градска општина Нови Сад     |